# 물라이티부
물라이티부(싱할라어: මූලදූව, 타밀어: முல்லைத்தீவு)는 스리랑카 북부주 물라이티부구에 있는 행정의 중심지이다.